# Bracon costae
Bracon costae är en stekelart som beskrevs av Dalla Torre 1898. Bracon costae ingår i släktet Bracon och familjen bracksteklar. Inga underarter finns listade.